# Bunichiro Abe
Bunichiro Abe (阿部 文一朗 Abe Bunichiro?, nacido el 2 de abril de 1985 en Shizuoka) es un exfutbolista japonés. Jugaba de delantero y su último club fue el Sagan Tosu de Japón.

## Trayectoria

### Clubes
| Club            | País  | Año  |
| --------------- | ----- | ---- |
| Shimizu S-Pulse | Japón | 2004 |
| Sagan Tosu      | Japón | 2005 |